# Hispanogryllus
Hispanogryllus är ett släkte av insekter. Hispanogryllus ingår i familjen syrsor.
Kladogram enligt Catalogue of Life:
| Hispanogryllus | \| \| Hispanogryllus adectos \| \| \| \| \| \| Hispanogryllus yunque \| \| \| \| |
|                | \| \| Hispanogryllus adectos \| \| \| \| \| \| Hispanogryllus yunque \| \| \| \| |
|                | Hispanogryllus adectos                                                           |
|                |                                                                                  |
|                | Hispanogryllus yunque                                                            |
|                |                                                                                  |